# Herdwick

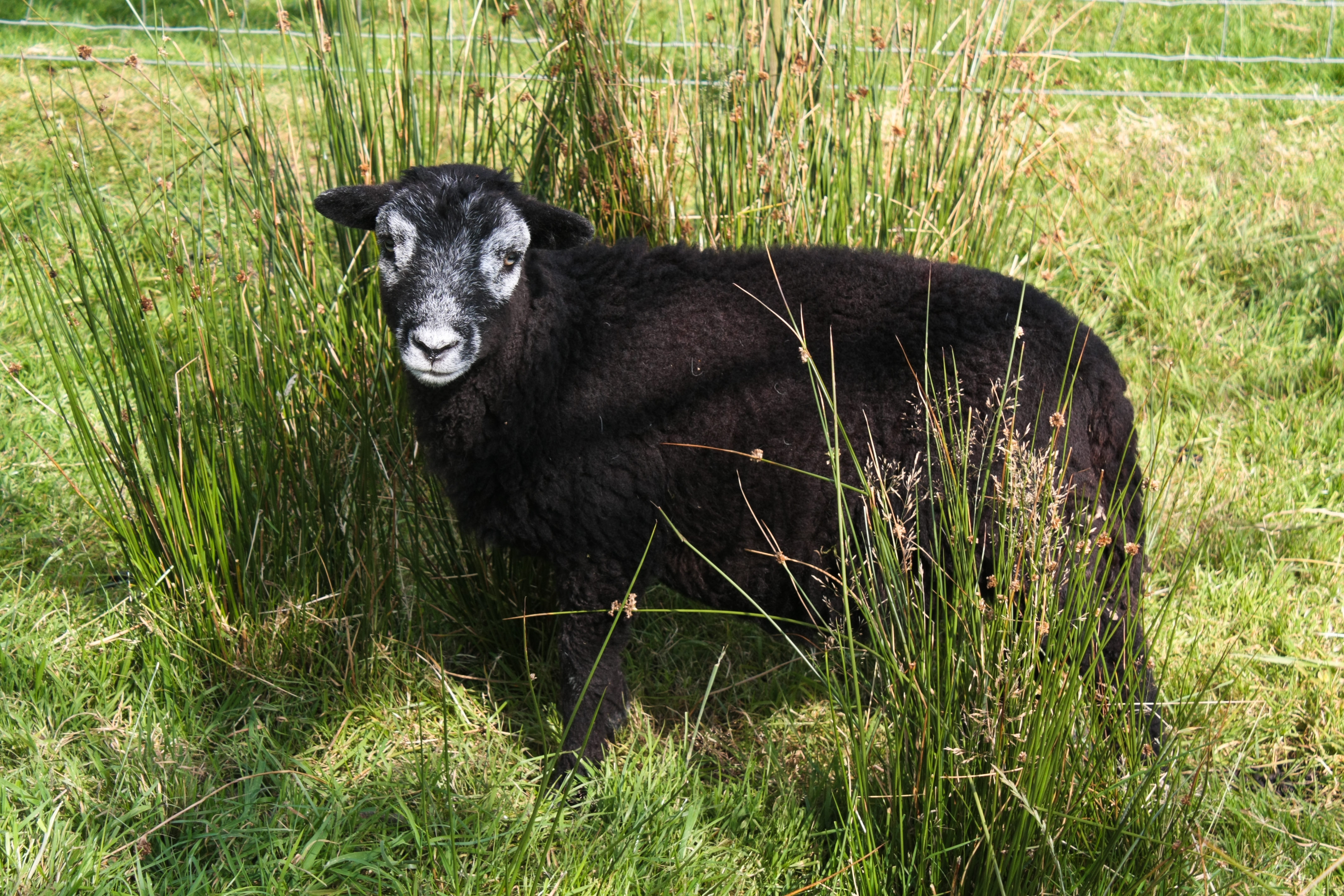
Een Herdwick-lam

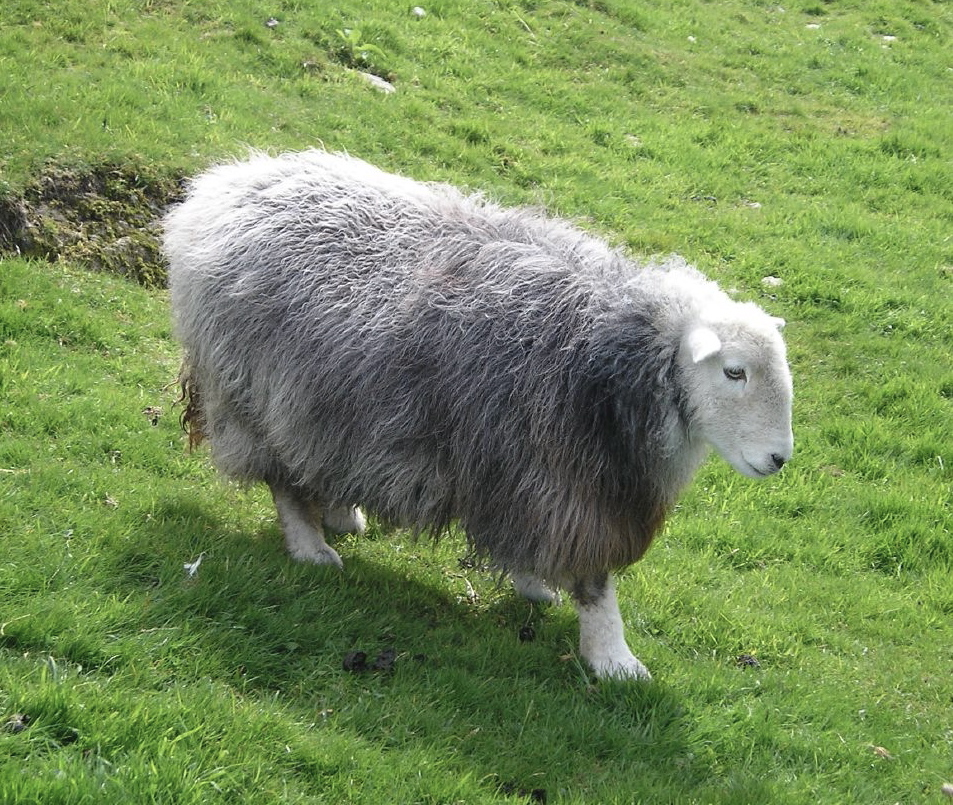
Een volwassen Herdwick-ooi

De Herdwick is een zeldzaam schapenras uit Cumbria. Het aantal dieren wordt op 50.000 geschat. Ze worden gefokt op boerderijen in centraal en westelijk Lake District. Het ras is een van de robuuste schapenrassen van Groot-Brittannië, dat vaak op meer dan 900 meter hoogte graast op de ruige hoogvlakten en bergen van het Lake District.
De Herdwicklammeren zijn grotendeels zwart bij de geboorte, vaak met witte plekken aan de ogen en oren. Hun vacht wordt lichter naarmate ze ouder worden. Volwassen dieren hebben een blauwgrijze tot lichtgrijze vacht. Het hoofd en de poten zijn wit. Het ras is goed bestand tegen de winterse kou in de bergen en levert een mooie tweedstof.
De Herdwick was het favoriete schapenras van Beatrix Potter, de schrijfster van de Peter Rabbit-verhalen. Met het geld dat ze daarmee verdiende kocht ze verschillende boerderijen in het Lake District, waarop het ras werd gefokt. Bij haar dood in 1943 liet ze die boerderijen na aan de National Trust.

## Beschermde oorsprongsbenaming
Op 7 mei 2013 heeft de Europese Commissie "Lakeland Herdwick" de status van beschermde oorsprongsbenaming (BOB) toegekend. Enkel het schapenvlees van Herdwickschapen die in het graafschap Cumbria zijn geboren, gehouden, afgemest en geslacht, mag het "Lakeland Herdwick"-stempel dragen. Het vlees heeft een specifieke smaak en kwaliteit; het is mals en sappig en smaakt meer naar wild dan gewoon schapenvlees. Bij de kroning van koningin Elizabeth II in 1953 stond er Lakeland Herdwick-lamsvlees op het menu.